# 马薇薇
马薇薇（1981年11月14日—），中国主持人、艺人、制作人。2005年毕业于中山大学。曾获《奇葩说》第一季冠军。曾任霍尔果斯米果文化传媒有限公司法定代表人。

## 個人生活
马薇薇曾有一段婚姻。2015年8月，与学者周玄毅传出恋情。2025年，与现任男友感情稳定，保持较低调的私人生活。

## 人物事件
2021年8月1日，在吴亦凡被捕后，因为曾在2016年“吴亦凡小G娜”事件中发文支持吴亦凡，其新浪微博账号被封禁。